# Vasili Nebolsín
Vasili Vasiliévich Nebolsín (en ruso: Василий Васильевич Небольсин; 30 de mayo de 1898 – 29 de octubre de 1958) fue un director de orquesta ruso.  Estudió en el instituto de la Filarmónica de Moscú y se convirtió en director de orquesta en 1918.  Se convirtió en maestro de coro del Bolshói en 1920 y su director en 1922.  Enseñó en el Conservatorio de Moscú desde 1940 hasta 1945.  Recibió el Premio Stalin en el año 1950.

## Discografía seleccionada
Óperas rusas:
- Chaikovski: Eugenio Onegin. Glafira Joukovskaya (Tatiana), Sergei Lemeshev (Lenski), Panteleimon Nortzov (Onegin), Alexander Pirogov (Gremin), Anatoli Yajontov (Zaretski), Bronislava Zlatogorova (Olga), Konkordiya Antarova (Filipievna), Maria Butienina (Larina), Ivan Kovalenko (Triquet). Bolshói 1936.
- Músorgski: Jovánschina, Alexei Krivchenya, Grigory Bolshakov, Nikander Khanaev, Alexei Ivanov, Mark Reizen, Maria Kaksakova, Bolshói 1950.
- Chaikovski: Mazeppa; Ivanov, Petrov, Davidova, Pokrovkaya, Bolshói 1952.
- Músorgski: Borís Godunov; Pirogov, Allaxverdov, Kayagina, Verbitskaja, Bolshói 1954.
- Napravnik: Dubrovsky Kozlovsky, Petrov, Vervitskaya, Godovkin, Malishev. Bolshói 1954.
- Rimski-Kórsakov: La ciudad invisible de Kitege, Petrov, Bolshói 1956.
- Rimski-Kórsakov: El cuento del zar Saltan, Petrov, E. Smolenskaya, E. Verbitzkaya, Bolshói , grabación de estudio 1958?, lanzado póstumamente por Melodiya, 1959.

Óperas extranjeras cantadas en ruso:
- Gounod: Romeo y Julieta, Lemeshev, Maslennikova, Burlak, Mikhailov, Bolshói 1947.
- Gounod: Fausto, Shumskaya, Reizen, Bolshói 1952
- Bizet: Carmen, Borsienko, Nelep, Shumskaya, Ivanov, Koziezmia, Duoumanian, Bolshói 1952.

Películas:
- Músorgski: Borís Godunov. Pirogov, Kozlovlsky, Bolshói 1954 (108 Min.)[1]